# Heinrich-Büssing-Haus

Geburtshaus von Heinrich Büssing Anfang des 20. Jahrhunderts

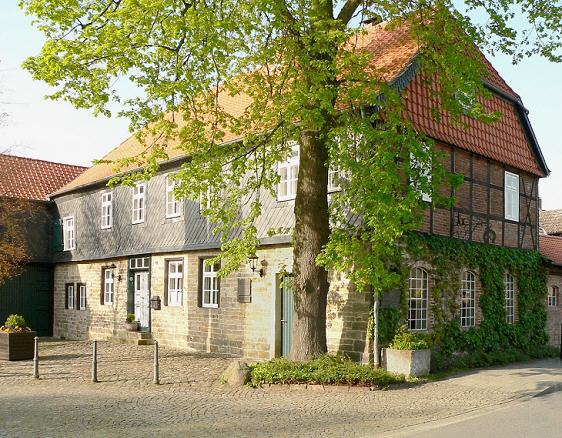
Geburtshaus, zeitweise Dorfschmiede, heute als Museum restauriert

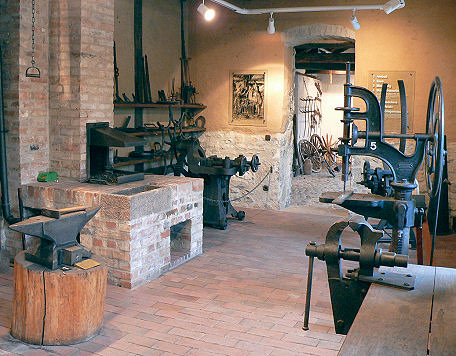
Schmiedewerkstatt des 19. Jahrhunderts im Geburtshaus, links Amboss und Esse

Das Heinrich-Büssing-Haus in Wolfsburg-Nordsteimke ist ein Museum, das an das Schaffen des Pioniers des Lastwagen- und Omnibus-Baus Heinrich Büssing (1843–1929) erinnert. Es ist in seinem Geburtshaus, der früheren  Dorfschmiede, untergebracht.

## Gebäudegeschichte
In seinem Geburtshaus erlernte Heinrich Büssing das Schmiedehandwerk von seinem Vater. Nach seiner Gesellenprüfung 1859 verließ er im Alter von 16 Jahren sein Elternhaus, in das er nicht mehr zurückkehrte. Im 20. Jahrhundert wurde das 1842 von Büssings Vater erbaute Wohnhaus mit Schmiede lange Zeit als Bauernhaus und Wohngebäude genutzt. 1985 gründete sich in Nordsteimke der „Förderkreis Heinrich Büssing-Gedächtnisstätte“. Die Initiative dazu ging von der Maschinenfabrik Augsburg-Nürnberg (MAN) aus, die 1971 die Büssing AG übernahm. 1988 erfolgte die komplette Restaurierung des Hauses unter Berücksichtigung der Denkmalpflege. Auch die frühere Dorfschmiede wurde wieder hergerichtet und ist seitdem voll funktionsfähig. Sie wird für Schauzwecke noch gelegentlich genutzt. Am 20. August 1988 wurde das Haus als Museum eröffnet.

## Museumsbeschreibung
Das Heinrich Büssing-Haus präsentiert das Leben und Wirken des frühen Lkw- und Omnibus-Konstrukteurs. Nebenbei wird die Entwicklung vom Handwerk zur Industrie aufgezeigt, die Büssing früh vorausgesagt hatte.
Das Museum beinhaltet:
- Geburtszimmer mit Ausstellungsstücken zur Familiengeschichte Büssings und zur Ortsgeschichte von Nordsteimke.
- Museumsräume zur Dokumentation des Lebenslaufs vom Wanderburschen zum Industriellen, persönliche Aufzeichnungen, Lkw-Modelle, historische Werbeplakate des Unternehmens Büssing
- Büssing-Schmiede als naturgetreue Nachbildung einer Schmiedewerkstatt des 19. Jahrhunderts
- Veranstaltungsraum mit Büssing-Büste im früheren Kuhstall

Eine weitere Nutzung des Museums besteht in der Verwendung als Versammlungsraum für kulturelle Veranstaltungen sowie Vorträge, Lehrgänge und Kurse der Firma MAN.